# Philippe Étancelin
Philippe Jean Armand Étancelin, detto Phi-Phi (Rouen, 28 dicembre 1896 – Neuilly-sur-Seine, 13 ottobre 1981), è stato un pilota automobilistico francese di Formula 1.
Il suo 5º posto al Gran Premio d'Italia 1950 lo rende il pilota più anziano ad avere conquistato dei punti valevoli per il Campionato del Mondo di Formula 1. Tra le sue vittorie più importanti va inoltre ricordata la 24 Ore di Le Mans del 1934.

## Carriera
Nato da una famiglia benestante che aveva costruito la sua fortuna sul commercio della lana, Étancelin iniziò la propria carriera nell'automobilismo a vent'anni, quando decise di comprare una Bugatti Tipo 35. Prese quindi parte a diverse gare in salita di ambito locale e, soprattutto, al Gran Premio della Marna, in cui riuscì ad imporsi al debutto. Riuscì quindi a costruirsi la fama di pilota veloce e tra i più interessanti del panorama nazionale francese. Corse dunque per varie squadre, tra cui Bugatti, Maserati ed Alfa Romeo, con cui vinse la 24 Ore di Le Mans del 1934. Fu poi protagonista di alcuni spettacolari incidenti dai quali uscì quasi sempre illeso e nel 1936 ottenne la sua ultima vittoria di prestigio al Gran Premio di Pau. Nonostante ciò continuò la sua carriera alla Talbot di Anthony Lago fino allo scoppio della seconda guerra mondiale.
Terminato il conflitto tornò a correre ottenendo una vittoria al Gran Premio di Parigi del 1949. Prese poi parte al campionato inaugurale di Formula 1 nel 1950, ottenendo due quinti posti. Continuò poi la sua carriera fino al 1953, anno in cui decise di ritirarsi.
Morì nel 1981 e venne sepolto presso il cimitero di Bonsecours.

## Risultati

### Formula 1
| 1950 | Scuderia                                      | Vettura          |   |     |  |     |     |   |   |  | Punti | Pos. |
| ---- | --------------------------------------------- | ---------------- | - | --- |  | --- | --- | - | - |  | ----- | ---- |
| 1950 | Philippe Étancelin Automobiles Talbot-Darracq | Talbot-Lago T26C | 8 | Rit |  | Rit | Rit | 5 | 5 |  | 3     | 18º  |

| 1951 | Scuderia           | Vettura          |    |  |     |     |  |     |  |   | Punti | Pos. |
| ---- | ------------------ | ---------------- | -- |  | --- | --- |  | --- |  | - | ----- | ---- |
| 1951 | Philippe Étancelin | Talbot-Lago T26C | 10 |  | Rit | Rit |  | Rit |  | 8 | 0     |      |

| 1952 | Scuderia               | Vettura        |  |  |  |   |  |  |  |  | Punti | Pos. |
| ---- | ---------------------- | -------------- |  |  |  | - |  |  |  |  | ----- | ---- |
| 1952 | Escuderia Bandeirantes | Maserati A6GCM |  |  |  | 8 |  |  |  |  | 0     |      |

| Legenda | 1º posto     | 2º posto | 3º posto    | A punti         | Senza punti/Non class.  | Grassetto – Pole position Corsivo – Giro più veloce |
| Legenda | Squalificato | Ritirato | Non partito | Non qualificato | Solo prove/Terzo pilota | Grassetto – Pole position Corsivo – Giro più veloce |

### Campionato mondiale costruttori
| Anno | Squadra            | Costruttore | Vettura      | 1   | 2   | 3     | 4       |
| ---- | ------------------ | ----------- | ------------ | --- | --- | ----- | ------- |
| 1929 | Philippe Étancelin | Bugatti     | Bugatti T35C | IND | FRA | GER   | SPA Rit |
| 1930 | Philippe Étancelin | Bugatti     | Bugatti T35C | IND | BEL | FRA 1 | SPA Rit |

### Campionato europeo di automobilismo
| 1931    | Scuderia                   | Vettura                      | ITA | FRA | BEL |     |     |     |     | Punti | Posizione |
| ------- | -------------------------- | ---------------------------- | --- | --- | --- | --- | --- | --- | --- | ----- | --------- |
| 1931    | Marcel Lehoux              | Bugatti T51                  | Rit | Rit |     |     |     |     |     | 21    | 24º       |
| 1932    | Scuderia                   | Vettura                      | ITA | FRA | GER |     |     |     |     | Punti | Posizione |
| 1932    | Marcel Lehoux              | Alfa Romeo Monza             |     | Rit |     |     |     |     |     | 21    | 19º       |
| 1935    | Scuderia                   | Vettura                      | MON | FRA | BEL | GER | SVI | ITA | SPA | Punti | Posizione |
| 1935    | Scuderia Subalpina         | Maserati 6C 34 Maserati V8RI | 4   |     |     | Rit | Rit | Rit |     | 46    | 14º       |
| 1936    | Scuderia                   | Vettura                      | MON | GER | SVI | ITA |     |     |     | Punti | Posizione |
| 1936    | Philippe Étancelin         | Maserati V8RI                | Rit |     | Rit |     |     |     |     | 28    | 19º       |
| 1938    | Scuderia                   | Vettura                      | FRA | GER | SVI | ITA |     |     |     | Punti | Posizione |
| 1938    | Talbot Darracq             | Talbot T150C                 | Rit |     |     |     |     |     |     | 29    | 24º       |
| 1939    | Scuderia                   | Vettura                      | BEL | FRA | GER | SVI |     |     |     | Punti | Posizione |
| 1939    | Automobiles Talbot-Darracq | Talbot MD                    |     | 4   |     |     |     |     |     | 28    | 17º       |
| Legenda |                            |                              |     |     |     |     |     |     |     |       |           |

### Gran Premi di automobilismo
| 1933    | Scuderia                   | Vettura          | MON | FRA | BEL | ITA | SPA |     | Posizione |
| ------- | -------------------------- | ---------------- | --- | --- | --- | --- | --- | --- | --------- |
| 1933    | Philippe Étancelin         | Alfa Romeo Monza | Rit | 2   | Rit |     |     |     | 7º        |
| 1934    | Scuderia                   | Vettura          | MON | FRA | GER | BEL | ITA | SPA | Posizione |
| 1934    | Philippe Étancelin         | Maserati 8CM     | Rit | Rit |     |     |     |     | 14º       |
| 1948    | Scuderia                   | Vettura          | MON | SVI | FRA | ITA | GBR |     | Posizione |
| 1948    | Philippe Étancelin         | Talbot-Lago T26C |     |     | Rit | 8   | Rit |     | -         |
| 1949    | Scuderia                   | Vettura          | GBR | BEL | SVI | FRA | ITA |     | Posizione |
| 1949    | Philippe Étancelin         | Talbot-Lago T26C | 5   | -   | 4   | Rit | 2   |     | 10º       |
| 1949    | Automobiles Talbot-Darracq | Talbot-Lago T26C | -   | Rit | -   | -   | -   |     | 10º       |
| Legenda |                            |                  |     |     |     |     |     |     |           |

### Gare extra campionato
| Anno    | Vettura    | 1       | 2       | 3       | 4       | 5       | 6       | 7       | 8       |
| ------- | ---------- | ------- | ------- | ------- | ------- | ------- | ------- | ------- | ------- |
| 1929    | Bugatti    | ANT Rit | MON 6   | REI 1   | LAS Rit | LAB 1   | LAB 1   | CAR 4   |         |
| 1930    | Bugatti    | MON Rit | ARC Rit | LIO 3   | REI 5   | DAU 1   | STG Rit | MNZ 6   | LAS Rit |
| 1931    | Bugatti    | TUN Rit | STR 1   | MON Rit | CAS 2   |         |         |         |         |
| 1931    | Alfa Romeo |         |         |         |         | REI 4   | DIE 1   | GRE 1   | STG 1   |
| 1932    | Alfa Romeo | TUN 3   | MON Rit | ARC Rit | NIM 4   | ANF 2   | PER 1   | NAN 4   | STG Rit |
| 1933    | Alfa Romeo | PAU 3   | TUN Rit | PIC 1   | NIM 2   | REI 1   | NIZ Rit | STG 5   | MAR Rit |
| 1934    | Maserati   | TRI 4   | CAS 2   | MTX 2   | REI Rit | VIC 3   | DIE Rit | NIZ 2   | STG Rit |
| 1935    | Alfa Romeo | PAU Rit | TUN 3   | TRI Rit | EIF 8   | MOT Rit | STG Rit | NIZ Rit | BRE Rit |
| Legenda |            |         |         |         |         |         |         |         |         |

### 24 Ore di Le Mans
| Anno | Classe | N° | Gomme | Vettura                                            | Squadra        | Co-piloti      | Giri | Pos. Assol. | Pos. di Classe |
| ---- | ------ | -- | ----- | -------------------------------------------------- | -------------- | -------------- | ---- | ----------- | -------------- |
| 1934 | 3.0    | 9  | ?     | Alfa Romeo 8C 2300 Alfa Romeo 2.3L Supercharged I8 | Luigi Chinetti | Luigi Chinetti | 213  | 1º          | 1º             |
| 1938 | 5.0    | 3  | ?     | Talbot T26 C36 Talbot 4.5L I6                      | Luigi Chinetti | Luigi Chinetti | 66   | Rit         | Rit            |